# Vacina meningocócica
A vacina meningocócica refere-se a qualquer uma das vacinas usadas para prevenir a infecção por Neisseria meningitidis. Versões diferentes são eficazes contra alguns ou todos os seguintes tipos de meningococos: A, C, W-135 e Y. As vacinas têm uma eficácia avaliada entre 85 e 100% por, pelo menos, dois anos, provocando a diminuição da meningite e sepse entre as populações onde são amplamente utilizadas. São aplicadas por injeção intramuscular ou injeção subcutânea.
A Organização Mundial de Saúde recomenda que os países com índice alto ou moderado da doença ou com epidemias frequentes vacinem rotineiramente a população. Em países com um baixo risco de doença, recomenda-se que os grupos de indivíduos de alto risco sejam vacinados. Nas regiões africanas com meningite, estão em andamento esforços para vacinar todas as pessoas entre os um e trinta anos de idade com a vacina meningocócica A. conjugada. No Canadá e Estados Unidos, recomenda-se o uso rotineiro de vacinas eficazes contra os quatro tipos de meningococos para adolescentes e outros indivíduos de alto risco. A Arábia Saudita exige a vacinação rotineira dos viajantes internacionais que se dirijam a Meca e a Haje com a vacina quadrivalente.:15
A segurança da vacina geralmente é boa. Algumas pessoas desenvolvem dor e vermelhidão no local da injeção. O uso durante a gravidez parece ser seguro. Reações alérgicas graves ocorrem em menos do que um em um milhão de doses.
A primeira vacina meningocócica tornou-se disponível na década de 1970. Constam na Lista de Medicamentos Essenciais da Organização Mundial de Saúde, os medicamentos considerados os mais eficazes e seguros de um sistema de saúde. O custo bruto nos países em desenvolvimento ronda os 3.23 e 10.77 dólares por dose, em 2014. Nos Estados Unidos o preço por cada programa de vacinação varia entre 100 a 200 dólares.